# 日本港口城市
本條目解說及列出日本的港口城市（日语：／ minato machi */?）。

## 歷史
日本的港町起源至今尚不明確，但有觀點認為，青森縣的繩紋時代三内丸山遺址可能是最早的港町，這意味著日本的港町歷史可能追溯至縄文時代。進入彌生時代，與中國王朝（如後漢、魏等）的貿易記錄顯示，為促進與中國及倭國的交易，日本列島各地開始形成港町，例如壱岐島的原之辻遺址即被視為彌生時代的港町遺跡。日本書紀記載，仁德天皇開發河内平原，並將難波（今大阪）作為外港與首都進行建設。古墳時代後，連結北部九州與畿內的瀬戸内海成為倭國（日本）的重要交通路線，沿岸因此形成許多港町。  
平安時代末期，平清盛整備的博多袖湊與大輪田泊成為日宋貿易的據點，並計劃將福原京作為首都。室町時代，列島內交易活躍，水上交通興盛，港町隨之繁榮，例如兵庫津（大輪田泊）的年入港船隻數達數千艘，其他瀬戸内海港口的規模也接近此數。相較之下同期歐洲的漢薩同盟港口城市呂貝克的年入港船隻僅數百艘。江戸時代，東廻海運與西廻海運等水上交通網絡的建立，使各地港町作為中繼點持續繁榮。  
然而1858年簽訂的日美修好通商條約使函館、橫濱、新潟、神戶、長崎五港開港，開啟了日本與國外的貿易。明治時代，橫濱、函館、小樽等港町迅速發展，其中繼承兵庫津與大輪田泊歷史的神戶，從明治中期至平成初期的百年間，擁有東洋最大的貿易港，持續繁榮。  
另一方面，昭和時代中期的高度經濟成長期後，鐵路與汽車等陸上交通的發展，使國內物流中水上交通的地位相對下降，許多港町因此逐漸衰落。

## 現代的港口城市一覧
日本的港灣都市根據其功能與規模，可分為國際據點港灣、港則法上的特定港、重要港灣、超級中樞港灣、地方港灣、指定區間、中樞國際港灣、中核國際港灣等類型。

### 北海道地方
| 振興局         | 城市     | 港口          |
| -------------- | -------- | ------------- |
| 膽振綜合振興局 | 苫小牧市 | 苫小牧港      |
| 宗谷綜合振興局 | 稚內市   | 稚內港 宗谷港 |
| 留萌振興局     | 留萌市   | 留萌港        |
| 膽振綜合振興局 | 室蘭市   | 室蘭港        |
| 渡島綜合振興局 | 函館市   | 函館港        |

### 東北地方
| 都道府縣 | 城市   | 港口   |
| -------- | ------ | ------ |
| 青森縣   | 青森市 | 青森港 |
| 青森縣   | 陸奧市 |        |
| 青森縣   | 鰺澤町 | 津輕港 |
| 秋田縣   | 秋田市 | 秋田港 |

### 關東地方
| 都道府縣 | 城市           | 港口                            |
| -------- | -------------- | ------------------------------- |
| 東京都   | （東京都區部） | 東京港                          |
| 神奈川縣 | 橫濱市         | 橫濱港                          |
| 神奈川縣 | 橫須賀市       | 橫須賀港 長浦港 久里濱港 浦賀港 |

### 中部地方
| 都道府縣 | 城市     | 港口     |
| -------- | -------- | -------- |
| 石川縣   | 輪島市   | 輪島港   |
| 靜岡縣   | 燒津市   |          |
| 愛知縣   | 名古屋市 | 名古屋港 |
| 福井縣   | 敦賀市   | 敦賀港   |

### 近畿地方
| 都道府縣 | 城市   | 港口   |
| -------- | ------ | ------ |
| 兵庫縣   | 神戶市 | 神戶港 |
| 兵庫縣   | 明石市 | 明石港 |

### 中國地方
| 都道府縣 | 城市   | 港口          |
| -------- | ------ | ------------- |
| 岡山縣   | 和氣   |               |
| 廣島縣   | 吳市   | 吳港          |
| 廣島縣   | 尾道市 |               |
| 山口縣   | 下關市 | 下關港 角島港 |

### 四國地方
| 都道府縣 | 城市       | 港口 |
| -------- | ---------- | ---- |
| 高知縣   | 土佐清水市 |      |
| 愛媛縣   | 八幡濱市   |      |

### 九州地方
| 都道府縣 | 城市     | 港口                   |
| -------- | -------- | ---------------------- |
| 福岡縣   | 福岡市   | 博多港                 |
| 福岡縣   | 北九州市 | 北九州港               |
| 長崎縣   | 壹岐市   | 權浦港 勝本港 印通寺港 |
| 長崎縣   | 長崎市   | 長崎港                 |
| 長崎縣   | 佐世保市 | 佐世保港               |
| 宮崎縣   | 宮崎市   | 宮崎港                 |

### 書目
- 安野眞幸. . 日本エディタースクール出版部. 1992.